# Det nya systemet
Det nya systemet (norska: Det ny system) är en teaterpjäs från 1878 av den norske författaren Bjørnstjerne Bjørnson. Skådespelet behandlar motsättningarna mellan den yngre generationens sanningskrav och de äldres konventionella vanföreställningar.
Pjäsen uruppfördes i Berlin 1878; den första norska uppsättningen var 1886 på Christiania Theater.